# Leptotes bicolor
Leptotes bicolor es una especie de orquídea epífita. Es originaria de Brasil y Paraguay. Es la especie tipo del género Leptotes.

## Descripción
Presenta un rizoma corto y pseudobulbos muy pequeños que de manera casi imperceptible se extienden en una larga y carnosa hoja cilíndrica, erecta o colgante, que tiene un surco más o menos profundo en el haz. La inflorescencia es apical, corta, con una o varias flores, grandes en comparación con el tamaño de la planta, pero pequeñas en comparación con las orquídeas más cultivadas. Las flores forman un conjunto de aspecto muy atractivo. Las flores son, por lo general, de color blanco, con el labio manchado de color púrpura o violeta. Los pétalos y sépalos son similares, la labio es trilobulado, y tiene garras que se aferran a los lados de la columna. Esta es breve y tiene seis polinias de tamaños desiguales, cuatro grandes y dos pequeñas.

## Sinonimia
- Tetramicra bicolor (Lindl.) Rolfe
- Leptotes serrulata Lindl.
- Leptotes glaucophylla Hoffmanns.
- Tetramicra serrulata (Lindl.) G.Nicholson[3]